# アレクサンドラ・バーン
アレクサンドラ・バーン（Alexandra Byrne、1962年 - ）は、イギリスの舞台・映画の衣裳デザイナーである。過去3度アカデミー衣裳デザイン賞にノミネートされ、4度目となる2007年の『エリザベス:ゴールデン・エイジ』で受賞に到った。ブロードウェイの舞台衣裳も手がけ、1990年にはトニー賞にノミネートされた。
1980年に俳優のサイモン・シェパードと結婚、子供が4人いる。

## 主な作品
- 待ち焦がれて Persuasion (1995)
- ハムレット Hamlet (1996)
- エリザベス Elizabeth (1998)
- コレリ大尉のマンドリン Captain Corelli's Mandolin (2001)
- ネバーランド Finding Neverland (2004)
- オペラ座の怪人 The Phantom of the Opera (2004)
- エリザベス:ゴールデン・エイジ Elizabeth: The Golden Age (2007)
- スルース Sleuth (2007)
- マイティ・ソー Thor (2011)
- アベンジャーズ The Avengers (2012)
- 300 〈スリーハンドレッド〉 〜帝国の進撃〜 300: Rise of an Empire(2014)
- ガーディアンズ・オブ・ギャラクシー Guardians of the Galaxy(2014)
- アベンジャーズ/エイジ・オブ・ウルトロン Avengers: Age of Ultron(2015)
- ドクター・ストレンジ Doctor Strange(2016)
- オリエント急行殺人事件 Murder on the Orient Express(2017)
- モーグリ: ジャングルの伝説 Mowgli(2018)
- ふたりの女王 メアリーとエリザベス Mary Queen of Scots(2018)
- イントゥ・ザ・スカイ 気球で未来を変えたふたり The Aeronauts(2019)
- EMMA エマ Emma.(2020)
- モーリタニアン 黒塗りの記録 The Mauritanian(2021)
- エンパイア・オブ・ライト Empire of Light(2022)
- ザ・フラッシュ The Flash (2023)
- ファンタスティック4:ファースト・ステップ The Fantastic Four: First Steps(2025)